# Federação Azerbaijana de Xadrez
A Federação Azerbaijana de Xadrez - AŞF (em azeri:  Azərbaycan Şahmat Federasiyası é um organismo desportivo regulando o xadrez em Azerbaijão.
A Federação Azerbaijana de Xadrez foi fundada em 1920, quando o Azerbaijão se tornou membro da União Soviética como RSS do Azerbaijão no mesmo ano, e foi reorganizada em 1992, depois de o Azerbaijão ter alcançado a sua independência com a dissolução da União Soviética, e se tornou membro da FIDE. A sua sede fica em Bacu.

## Organização

### Junta diretiva

#### Funcionamento
A junta diretiva é composta de um presidente, um vice-presidente, e 5 membros, eleitos para um mandato de 5 anos. 

#### Composição atual
- Presidente: Mahir Məmmədov
- Vice-presidente: Faiq Hasanov

#### Presidentes
1. Aynur Sofiyeva (2002–2007)
2. Elman Rüstəmov (2007–2021)
3. Mahir Məmmədov (2021–)

## Membros
Os seus membros incluem:
Grande Mestre
- Vüqar Həşimov
- Şəhriyar Məmmədyarov
- Rauf Məmmədov
- Qədir Hüseynov
- Nicat Məmmədov
- Azər Mirzəyev
- Eltac Səfərli
- Fərid Abbasov
- Rəsul İbrahimov
- Rəşad Babayev
- Namiq Quliyev
- Elmar Məhərrəmov
- Sərxan Quliyev
- Cəmil Ağamalıyev
- Rüfət Bağırov
- Aydın Hüseynov
- Teimour Radjabov

Mestrado Internacional
- Abasov Nicat
- Vasif Durarbəyli
- Vüqar Rəsulov
- Loğman Quliyev
- Anar Allahveridyev
- Elmir Hüseynov
- Sənan Dövlətov
- Fikrət Sideifzadə
- Rəhim Qasımov
- İlqar Bacarani

Mulher Grande Mestre
- İlahə Qədimova
- Zeynəb Məmmədyarova
- Türkan Məmmədyarova
- Firuzə Vəlixanlı
- Aynur Sofiyeva

Mulher Mestrado Internacional
- Kazımova Nərmin
- Nərgiz Umudova
- Xəyalə İsgəndərova
- Elmira Əliyeva
- Məmmədova Gülnar
- İsmayılova Pərvanə
- Ağasıyeva Fidan